# Toph
Toph er en fiktiv karakter fra Avatar, The Last Airbender. Hun er fra Jordriget og er 12 år gammel. Hun er vokset op i et hus fyldt med regler og har valgt at løbe hjemmefra for at slippe for reglerne. Hun er en jordbetvinger (earthbender), men er også blind. Men på grund af Tophs jordbetvingningsevner, kan hun se ved hjælp af vibrationerne i jorden.

## Personlighed
Da hun føjes til gruppen bringer hun en helt ny personlighed ind i den. I modsætning til den rolige Katara , flyvske Aang og fjollede Sokka er Toph den uafhængige, sarkastiske, direkte, hudløs ærlige og konfrontable. Hun virker til at have samme sorgløse og eventyrlystne personlighed som Aang og hun er meget drengeagtig i hendes måde at klæde og te sig på. Men i modsætning til Aang som undgår at slås elsker Toph en god slåskamp. 
Toph er hudløst ærlig når hun kritiserer andre. Hun siger hendes mening om andre lige meget andres alder eller status. Hendes lidt forkælede attitude skyldes at hun er enebarn i en af de rigeste familier i Jordriget. Takket være hendes tid som Jordbetvingningsmester i Earthrumble 6 er hun ekspert i at drille og fornærme andre. Dette gælder især Sokka.
Tophs forhold til hendes forældre er kompliceret. Efter at have kommet i gruppen har hun indrømmet at hun hader dem.
Og i The Runaway betror hun sig til Sokka at en af grundende til at hun stoler på Katara er at hun bekymrer sig om hvordan Toph rigtig er (Det gjorde hendes forældre ikke). Og hun fortæller at det var mere end hendes rigtige mor nogensinde havde gjort. Men Toph elsker stadig sine forældre, hun finder ud af at alt de gjorde var at ville beskytte hende, og blev sikkert kede af at hun stak af. Til slut i episoden sender hun dem et brev (Som Katara skriver for hende). 
Inde i den hårde Toph gemmer der sig en lille pige pga. at hun er blind. Hun har tvivl om hendes fremtræden, da hun ikke kan se hvordan hun ser ud. Fordi hun blev overbeskyttet som barn hader Toph at blive hygget om. Hendes iver til at vise hendes styrke og uafhængighed har ledt til nogle problemer med Aang og hans venner. Toph insisterer på at hun kan bære sit eget læs og tager ofte fejl af en venlig gestus og en medlidenheds akt fordi hun er blind. Hendes møde med Iroh lærte hende at Aang, Katara og Sokka kun er bekymrede for hende fordi hun er deres ven, ikke fordi at hendes handicap byder dem det.
Et af Tophs karaktertræk er hendes hygiejne. Hun plejer som regel at ligge på jorden og går barfodet rundt. Det er dog normalt blandt jorbetvingere, da det at gå barfodet hjælper dem med at komme i kontakt med jorden. Toph bøvser højt og piller nu og da sin næse. Hun er tit dækket af skidt, men hun kalder det for "en sund kappe af jord".Til trods for hendes dårlige manerer er Toph højt veluddannet og kan begå sig i de højere klasser. Hun har bare valgt at lade manererne ligge.

## Navn
Indtil videre er Toph den eneste der har et efternavn, Bei Fong. I The Serpants Pass har Toph et pas hvor der står
土國頭等護照北方拓芙 (tǔ guó tóu děng hù zhào běi fāng tuò fú) Som oversat betyder "Jordriget førsteklasses pas: Bei Fong". Tophs navn betyder støttet lotus som passer til hendes forældre, der ser deres datter som en sart blomst med behov for støtte.
1. ↑  Navnet er anført på engelsk og stammer fra Wikidata hvor navnet endnu ikke findes på dansk.
2. ↑  Navnet er anført på engelsk og stammer fra Wikidata hvor navnet endnu ikke findes på dansk.